# Praetheridion fleissneri
Praetheridiidae, Praetheridion
Famille
Genre
Espèce
Praetheridion fleissneri, unique représentant du genre Praetheridion et de la famille des Praetheridiidae, est une espèce fossile d'araignées aranéomorphes.

## Distribution
Cette espèce a été découverte dans de l'ambre de la mer Baltique. Elle date du Paléogène.

## Publication originale
- Wunderlich, 2004 : On the relationships of the families of the superfamily Araneoidea (Araneae) and their kin, with cladograms, remarks on the origin of the orb web and description of the new and extinct families Baltsuccinidae and Protheridiidae in Tertiary Baltic amber. Beiträge zur Araneologie, vol. 3, p. 1112–1154.